# Esquema de tarjetas
Los esquemas o redes de tarjetas son redes de pago vinculadas a tarjetas de pago, como tarjetas de débito o crédito, de las que un banco o cualquier otra institución financiera elegible puede convertirse en miembro. Al convertirse en miembro del esquema, el miembro tiene la posibilidad de emitir tarjetas o adquirir comerciantes que operan en la red de ese esquema de tarjetas.
Una definición más formal es «conjunto de elementos, tanto técnicos como de negocio, sobre los que queda regulada formalmente la suma de relaciones y flujos que el uso de la tarjeta vaya a ocasionar».

## Tipos
Los esquemas de tarjetas vienen en dos variedades principales: un esquema tripartito (o esquema cerrado) o un esquema cuatripartito (o esquema abierto).

### Esquema tripartito

Un esquema tripartito consta de tres partes principales como se describe en el diagrama adyacente.
En este modelo, el emisor (que tiene la relación con el titular de la tarjeta) y el adquirente (que tiene la relación con el comerciante) es la misma entidad. Esto significa que no hay necesidad de cargos entre el emisor y el adquirente . Dado que se trata de una configuración de franquicia, solo hay un franquiciado en cada mercado, que es el incentivo en este modelo. No hay competencia dentro de la marca; en lugar de eso, se compite con otras marcas.
Ejemplos de esta configuración son Diners Club, Discover Card y American Express, aunque en los últimos tiempos estos esquemas también se han asociado con otros emisores y adquirentes para impulsar su circulación y aceptación, y Diners Club ahora opera como un esquema cuatripartito en muchas regiones.

### Esquema cuatripartito

En un esquema cuatripartito (también conocido como «Four Corners Model»), el emisor y el adquirente son entidades diferentes, y este tipo de esquema está abierto para que otras instituciones se unan y emitan sus propias tarjetas. Este es el tipo de esquema de tarjeta que utilizan marcas como Visa, Mastercard, Verve Card, UnionPay y RuPay (India). No hay limitaciones en cuanto a quién puede unirse al esquema, siempre que se cumplan los requisitos del esquema.